# Estymacja sekwencyjna
Estymacja sekwencyjna to dział analizy sekwencyjnej, który wchodzi w skład metod wnioskowania statystycznego. Jest zbiorem metod pozwalających na ustalenie wielkości próby w trakcie jej pobierania i jednocześnie podaje metodę uogólniania wyników badania na nieznaną postać i parametry rozkładu zmiennej losowej całej populacji. Wyrażenie nieznana postać jest kluczem do odróżnienia estymacji sekwencyjnej od drugiego działu analizy sekwencyjnej, jakim jest sekwencyjna weryfikacja hipotez statystycznych, w którym najpierw stawiamy przypuszczenia (hipotezy statystyczne) na temat rozkładu, a następnie sprawdzamy ich poprawność (weryfikujemy hipotezę statystyczną) sekwencyjnie pobierając próbę losową. 
Analiza sekwencyjna jest również częścią teorii decyzji.

## Literatura
- Abraham Wald, Sequential Analysis, 1947
- Thomas S. Ferguson, Mathematical statistics: A decision theoretic approach. Probability and Mathematical Statistics, Vol. 1, xi+396 pp., Academic Press, New York-London 1967
- Stanisław Trybuła, Sequential estimation in processes with independent increments, Diss. Math. 60, 49 p. (1968). ISSN 0012-3862